# Sagalassa conspersa
Sagalassa conspersa is een vlinder uit de familie Brachodidae. De wetenschappelijke naam van de soort is voor het eerst geldig gepubliceerd in 1941 door Turner.